# Liste des titres musicaux numéro un du Billboard Hot Latin Songs en 2021
Cet article traite des titres musicaux ayant connu le plus de succès en 2021 du Billboard Hot Latin Songs d'après le magazine Billboard.

## Historique
| Date       | Artiste(s)               | Titre  | Référence |
| ---------- | ------------------------ | ------ | --------- |
| 2 janvier  | Bad Bunny et Jhay Cortez | Dakiti |           |
| 9 janvier  | Bad Bunny et Jhay Cortez | Dakiti |           |
| 16 janvier | Bad Bunny et Jhay Cortez | Dakiti |           |